# Спајф
Спајф (енгл. spife) врста је кухињске алатке и прибора за јело који комбинује особине кашике и ножа.
Ријеч спајф је настала као комбинација енглеских ријечи за кашику (енгл. spoon) и нож (енгл. knife). Користе се још неки називи од којих је најпознатији нун (енгл. knoon).

## Историја
У другој половини 19. вијека у Сједињеним Државама је пријављено неколико патената који су комбиновали основне елементе прибора за јело: кашику, виљушку и нож. Међу првима је патент пријавио Семјуел Френсис у фебруару 1874. Касније су се ови елементи комбиновали и одвојено као кашика за сјечење и назубљена кашика коју је патентирао Френк Еменеџер 1912.
Изумљени прибор је дуго чекао да уђе у ширу употребу и да добије име по коме ће бити шире познат. Поновно помињање кашике за сјечење је било тек 1942. у књизи дјечјих прича Гертруде Ворнер када је и први пута употребљен назив спајф. 

## Облик и намјена
Спајф је обично у облику кратке кашике чија је дршка назубљена тако да је њоме могуће сјећи воће и поврће. Поред тог облика, постоје и облици код којих се танко сјечиво извлачи из дршке кашике. Неки спајфови имају и оквир којим се прекрива дршка како би се спријечиле посјекотине.
Спајф је у почетку кориштен само за сјечење кивија, али се касније почео користити са сјечење других врста воћа и поврћа као и других врста намирница.